# Phacomorphus alexinae
Phacomorphus alexinae es una especie de escarabajo del género Phacomorphus, familia Leiodidae. Fue descrita por René Gabriel Jeannel en 1906.

## Distribución
Se encuentra en Francia.

## Subespecies
Se reconocen las siguientes:
- P. a. alexinae
- P. a. ittanus